# Liste der Kulturdenkmale in Kuden
In der Liste der Kulturdenkmale in Kuden sind alle Kulturdenkmale der schleswig-holsteinischen Gemeinde Kuden (Kreis Dithmarschen) aufgelistet (Stand: 14. April 2025).

## Legende
In den Spalten befinden sich folgende Informationen:
- Objekt-ID: die Nummer des Kulturdenkmales
- Lage: die Adresse des Kulturdenkmales und die geographischen Koordinaten. Kartenansicht, um Koordinaten zu setzen. In der Kartenansicht sind Kulturdenkmale ohne Koordinaten mit einem roten Marker dargestellt und können in der Karte gesetzt werden. Kulturdenkmale ohne Bild sind mit einem blauen Marker gekennzeichnet, Kulturdenkmale mit Bild mit einem grünen Marker.
- Offizielle Bezeichnung: Bezeichnung des Kulturdenkmales
- Beschreibung: die Beschreibung des Kulturdenkmales
- Bild: ein Bild des Kulturdenkmales

## Bauliche Anlagen
| Objekt-ID     | Lage                                        | Offizielle Bezeichnung | Beschreibung | Bild                             |
| ------------- | ------------------------------------------- | ---------------------- | --- | -------------------------------- |
| 7077 Wikidata | Hauptstraße 19 (53° 58′ 8″ N, 9° 11′ 35″ O) | Fachhallenhaus         | Alteintragung (Aktualisierung vorgesehen) - Begründung: Alteintragung (Aktualisierung vorgesehen) - Schutzumfang: Alteintragung (Aktualisierung vorgesehen) - Denkmaltyp: Bauliche Anlage | weitere Fotos \| Fotos hochladen |

## Ehemalige Kulturdenkmale
| Objekt-ID     | Lage                                        | Offizielle Bezeichnung | Beschreibung                              | Bild                             |
| ------------- | ------------------------------------------- | ---------------------- | ----------------------------------------- | -------------------------------- |
| 1160 Wikidata | Hauptstraße 23 (53° 58′ 7″ N, 9° 11′ 34″ O) | Bauernhaus             | Juli 2023 aus der Denkmalliste gestrichen | weitere Fotos \| Fotos hochladen |

## Quelle
- Liste der Kulturdenkmale in Schleswig-Holstein – Kreis Dithmarschen (PDF)

- Karte mit allen Koordinaten:
- OSM |
- WikiMap